# ジフルフリルジスルフィド
ジフルフリルジスルフィド（英: Difurfuryl Disulfide）は、化学式C10H10O2S2で表される有機硫黄化合物の一種である。

## 性質
二つのフラン-2-イルメタンチオール分子がジスルフィド結合し二量化したような構造を持つ。天然には、白パンや焙煎したコーヒーに含まれる。不快なメルカプタン臭を持つが、希釈するとキャラメルのような焙煎香となる。

## 用途
コーヒーフレーバーをはじめ、食品香料として幅広く使用される。